# Санаторій «Аркадія»
46°27′00.8″ пн. ш. 30°45′40.4″ сх. д. / 46.450222° пн. ш. 30.761222° сх. д.
Санаторій «Аркадія» — спеціалізований санаторій міста Одеси. Розташований за адресою Французький бульвар 40. Займає територію площею 9,6 га, яка включає зелену зону, 7 спальних корпусів, лікувально-діагностичний корпус, клінічно-діагностичну лабораторію, адміністративний корпус, харчоблок, котельну, бібліотеку і господарські приміщення. Лікувальний профіль — туберкульоз і неспецифічні хвороби легень, органів зору, а також урологічних і гінекологічних захворювань.
Санаторій розрахований на 210 цілорічних ліжок: урологічних — 80, гінекологічних — 80, офтальмологічних — 50. 
Санаторій займає територію комплексу колишніх дач, які відносяться до реєстру культурної спадщини. Серед таких 5 споруд кінця 19 — початку 20-го століть, а також зовнішня огорожа 1891 року (архітектор П. У. Клейн). Сама територія є парком — пам'яткою садово-паркового мистецтва, внесений до реєстру як Парк «Аркадія» (не плутати із Парком «Аркадія» в Аркадійській балці).